# Municipio de Västerås
Västerås (en sueco: Västerås kommun) es un municipio de la provincia de Västmanland, Suecia. Su sede se encuentra en la ciudad de Västerås. El municipio evolucionó gradualmente durante las reformas municipales en Suecia. La mayoría de las fusiones tuvieron lugar en 1967 y el municipio en su forma actual se creó en 1971.
El municipio prefiere utilizar la denominación Västerås stad (ciudad de Västerås) para todo el territorio, incluidas las zonas rurales.

## Localidades
Hay 17 áreas urbanas (tätort) en el municipio:
| #  | Tätort            | Población |
| -- | ----------------- | --------- |
| 1  | Västerås          | 122 953   |
| 2  | Skultuna          | 3342      |
| 3  | Hökåsen           | 3023      |
| 4  | Irsta             | 2833      |
| 5  | Kvicksund         | 2208      |
| 6  | Tillberga         | 2164      |
| 7  | Barkarö           | 1546      |
| 8  | Enhagen-Ekbacken  | 1091      |
| 9  | Dingtuna          | 1032      |
| 10 | Tidö-Lindö        | 710       |
| 11 | Malmen            | 522       |
| 12 | Örtagården        | 471       |
| 13 | Tortuna           | 418       |
| 14 | Harkie            | 284       |
| 15 | Munga             | 272       |
| 16 | Lycksta           | 240       |
| 17 | Kärsta y Bredsdal | 221       |

## Ciudades hermanas
Västerås esta hermanado o tiene tratado de cooperación con:
| - Akureyri, Islandia - Lahti, Finlandia - Randers, Dinamarca | - Ålesund, Noruega - Bania Luka, Bosnia - České Budějovice, República Checa | - Kassel, Alemania - Gaborone, Botsuana - Jinan, China |